# كالفين هوارث
كالفين هوارث (بالإنجليزية: Calvin Howarth)‏ هو لاعب اتحاد الرغبي نيوزلندي، ولد في 18 يونيو 1976 في أوكلاند في نيوزيلندا.